# Green (film)
Pour les articles homonymes, voir Green.
Pour plus de détails, voir Fiche technique et Distribution.
Green est un documentaire français réalisé par Patrick Rouxel en 2009.
Green raconte l'histoire d'une femelle orang-outan. Victime de la déforestation indonésienne, elle se retrouve perdu au milieu de ces forêts détruites. Elle va être recueillie et tenté d'être soignée. Le spectateur va voir ce qu'elle a subi à travers ses yeux.
Ce documentaire retrace le parcours de l'auteur, parti seulement avec sa caméra à l'épaule, sans aide financière.[réf. nécessaire]
C'est un moyen-métrage de 48 minutes non-narratif, accompagné seulement parfois de musiques.
Il a été diffusé lors de la Semaine du développement durable, du 1er au 7 avril 2010, pendant la sélection des meilleurs moments du festival Amazonas 2009 de Manaus au Brésil.

## Fiche technique
- Titre français : Green
- Titre anglais : Green: Death of the Forests
- Réalisateur : Patrick Rouxel
- Format : couleur
- Genre : documentaire
- Durée : 48 minutes
- Date de sortie :  France - 2009

## Distinctions
Green a été récompensé par 22 prix, dont :
- Grand prix et Meilleur scénario au Festival international du film animalier à Albert – France 2009 ;
- Meilleur moyen métrage au Festival du film nature et de l’environnement de Murs-Erigné – France 2009 ;
- Prix Ushuaïa TV et Meilleur film de fiction au Festival international du film écologique de Bourges – France 2009[2].
- Golden Panda Award – Wildscreen 2010[3].